# Eurymnus
Eurymnus is een geslacht van wantsen uit de familie van de Reduviidae (Roofwantsen). Het geslacht werd voor het eerst wetenschappelijk beschreven door Ernst Evald Bergroth in 1917.

## Soorten
Het genus is monotypisch en bevat alleen de volgende soort:

- Eurymnus insignis (Distant, 1911)